# Impasse Morlet
Impasse Morlet är en återvändsgata i Quartier Sainte-Marguerite i Paris 11:e arrondissement. Impasse Morlet, som börjar vid Rue de Montreuil 113, är uppkallad efter en av de ursprungliga fastighetsägarna.

## Omgivningar
- Chapelle de la Fondation Eugène Napoléon
- Place de la Nation

## Kommunikationer
- Tunnelbana – linje  – Avron
- Tunnelbana – linje     – Nation
- Pendeltåg linje

### Webbkällor
- ”Impasse Morlet”. Mairie de Paris. http://www.v2asp.paris.fr/commun/v2asp/v2/nomenclature_voies/Voieactu/6503.nom.htm. Läst 15 januari 2017.